# Twa
I Twa o Batwa (in kirundi e kinyarwanda, Abatwa), sono un popolo di pigmei dei Grandi Laghi dell'Africa centrale. Rappresentano una delle più antiche comunità autoctone della regione. Sono membri dell'Organizzazione delle nazioni e dei popoli non rappresentati.

## Descrizione
Attualmente vivono in Burundi, Repubblica Democratica del Congo, Ruanda e Uganda, dove rappresentano meno dell'1% della popolazione di questi paesi, con una popolazione totale stimata di circa 80.000 individui. Le comunità Batwa vivono in situazioni di estrema povertà e marginalizzazione sociale e politica, causate dalla perdita dei loro tradizionali ambienti di vita forestali e da preconcetti razziali da parte di altre etnie africane.

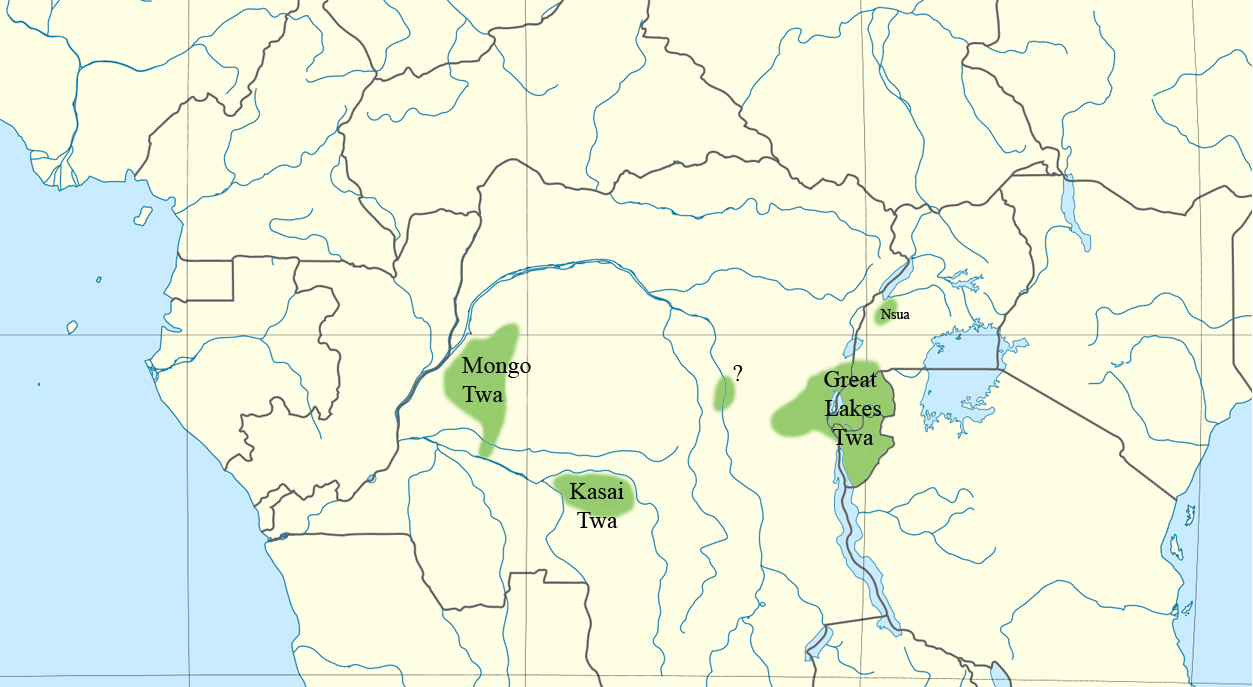
Distribuzione dei Twa nell'Africa centrale

Il termine BaTwa, a seconda del tono e del contesto in cui viene pronunciato, può assumere un significato diverso, infatti può essere utilizzato come un insulto o in maniera rispettosa. Alcune comunità pronunciano il loro nome Barhwa, altre preferiscono chiamarsi Bambuti, altre ancora Abayanda.
Sono considerati, e loro stessi si definiscono tali, come i primi abitanti autoctoni della zona che hanno popolato le foreste tropicali, vivendo come cacciatori e raccoglitori. Ritengono anche di essere un popolo colonizzato: prima dagli agricoltori, poi dai pastori e infine dagli europei. Ogni gruppo colonizzatore ha radicalmente trasformato la foresta, loro habitat naturale, in terre coltivabili, in pascoli, in culture intensive e, recentemente, in zone protette per riserve di caccia, esercitazioni militari o sfruttamento turistico. I divieti a loro imposti  dai governi sulla coltivazione e sull’allevamento, uniti alla riduzione delle antiche riserve di caccia, hanno spinto i Twa alla lavorazione dell’argilla come attività principale.
I Twa parlano la stessa lingua della popolazione circostante, degli Hutu e dei Tutsi, il kirundi in Burundi ed il kinyarwanda in Ruanda, anche se con un'accentuazione differente.
Per diverse centinaia di anni i Twa hanno costituito una minoranza molto piccola nella regione e hanno avuto scarso ruolo politico. Sono spesso ignorati nelle discussioni sui conflitti tra Hutu e Tutsi, che raggiunsero il culmine con il genocidio del Ruanda nel 1994. Si stima che circa il 30% dei Twa rwandesi fu ucciso durante il genocidio e le ostilità che ne seguirono.